# برنامه غیرمتمرکز
برنامه غیرمتمرکز (به انگلیسی: Decentralized application) (مخفف انگلیسی: Dapp) یک نرم‌افزار کاربردی است که بر روی سامانه رایانش توزیع‌شده اجرا می‌شود. برنامه‌های غیرمتمرکز شهرتشان را از فناوری‌های دفترکل توزیع‌شده (DLT) مانند زنجیره بلوکی اتریم به دست آوردند که در آن معمولاً از برنامه‌های غیرمتمرکز به عنوان قرارداد هوشمند یاد می‌شود.

## استفاده
برنامه‌های غیرمتمرکز می‌توانند بر روی سامانه‌های رایانش توزیع‌شده مانند بیت‌کوین و اتریم اجرا شوند. این برنامه‌ها بر روی یک سامانه زنجیره بلوکی ذخیره و اجرا می‌شوند.

## نمونه‌ها
- کریپتوکیتیز - در دسامبر ۲۰۱۷، بازی محبوب کریپتوکیتیز سرعت شبکه اتریم را به دلیل کمبود پردازش تراکنش‌ها پایین آورد و محدودیت‌های زنجیره‌بلوکی عمومی را در گسترش یافتن نشان داد.[۲]